# 김준희 (1976년)
김준희(1976년 3월 1일~)는 대한민국의 가수, 작사가, 배우이고, 방송 MC 등으로도 활약하였었다.

## 주요 이력
1994년 혼성 댄스 팝 음악 그룹 뮤(Mue)의 구성원으로 가수로 첫 데뷔하였는데, 원래 연기자 이아현이 낙점됐지만 불발됐으며, 1집 멤버 양혁의 군 입대 외에도 또다른 원년 멤버 '김나나'도 개인사정 때문에 팀을 떠나자 2집 때는 이창석이 새 멤버로 영입됐지만 이창석과 남자 멤버들의 군 입대 등의 이유로 팀이 해체됐고 그 이후 2인조 혼성 가수 "마운틴"에서 활동했지만 1집을 끝으로 해체됐으며, 핑클 멤버 물망에 한때 거론됐지만 '예쁘고 상큼한 이미지 그룹'을 만들려 한다는 기획의도 때문에 스스로 포기하였다.

## 학력
- 서울예술전문대학 연극학과 전문학사
- Los Angeles FIDM Fashion Design 학사

## 출연작

### 영화
- 《짱》(1998년) ... 상미 역
- 《오! 브라더스》(2003년) ... 은하 역
- 《연애, 그 참을 수 없는 가벼움》(2006년) ... 세진 역

### TV 시트콤
- 1997년 MBC 《남자 셋 여자 셋》 ... (카메오)
- 2002년 MBC 《뉴 논스톱》 ... 케이블 TV 연예 뉴스에 출연한 前 서울 스닙스 컴퍼니 경리과 과장 김준희 역(카메오)
- 2003년 코미디 TV 《호텔 와이킥킥》

### TV 드라마
- KBS 2TV
  - 《언제나 두근두근》
  - 《학교 2》 - 3학년 여자짱 역
  - 《부활》 - 서은하 직장 상사 역
- E채널 《여제》 - 강애리 역
- tvN 《칠전팔기 구해라》 - 영주 역

### 뮤지컬
- 《그리스》

### 방송
- 《연예가중계》리포터 (KBS2TV) (2001년 ~ 2002년)
- 《톡톡 이브닝》KBS2TV (2001년)
- 《트렌드 TV 마릴린 스페셜》(tvN) (2008년)
- 《러브송》(tvN) 2011년)
- 《순위 정하는 여자》(QTV) (2011년)
- 렛미인 (STORY ON)
- 세바퀴 (MBC)
- 맛있는 수다 (MBN)
- 김준희의 트렌디 랭퀸쇼(TrendE) MC
- 팔로우미 MC(Fashion N)

## 저서
- 《비키니야 미안해》 ISBN 9788996001065

## 가수 활동

### 음반
- 뮤 1집 《MUE》(1994년)
- 뮤 2집 《MUE II》(1995년)
- 마운틴 1집 《탱고 탱고》